# Араукария бразильская
Араука́рия брази́льская, или Араукария узколи́стная (лат. Araucāria angustifōlia) — хвойное вечнозелёное дерево, распространённое на юге Бразилии и приграничных районах Аргентины и Парагвая; вид рода Араукария
В конце XIX века араукариевые леса занимали площадь 200 000 км², однако с тех пор они были практически полностью сведены из-за высокой ценности древесины, и в связи с этим в Красной книге Международного союза охраны природы араукария бразильская упомянута как вид, находящийся на грани исчезновения.

## Название
Араукария бразильская известна также как канделябровое дерево, бразильская сосна и паранская сосна. Местные жители часто называют её пинейро (то есть просто сосна), а коренное индейское население — кури.

## Распространение и охрана

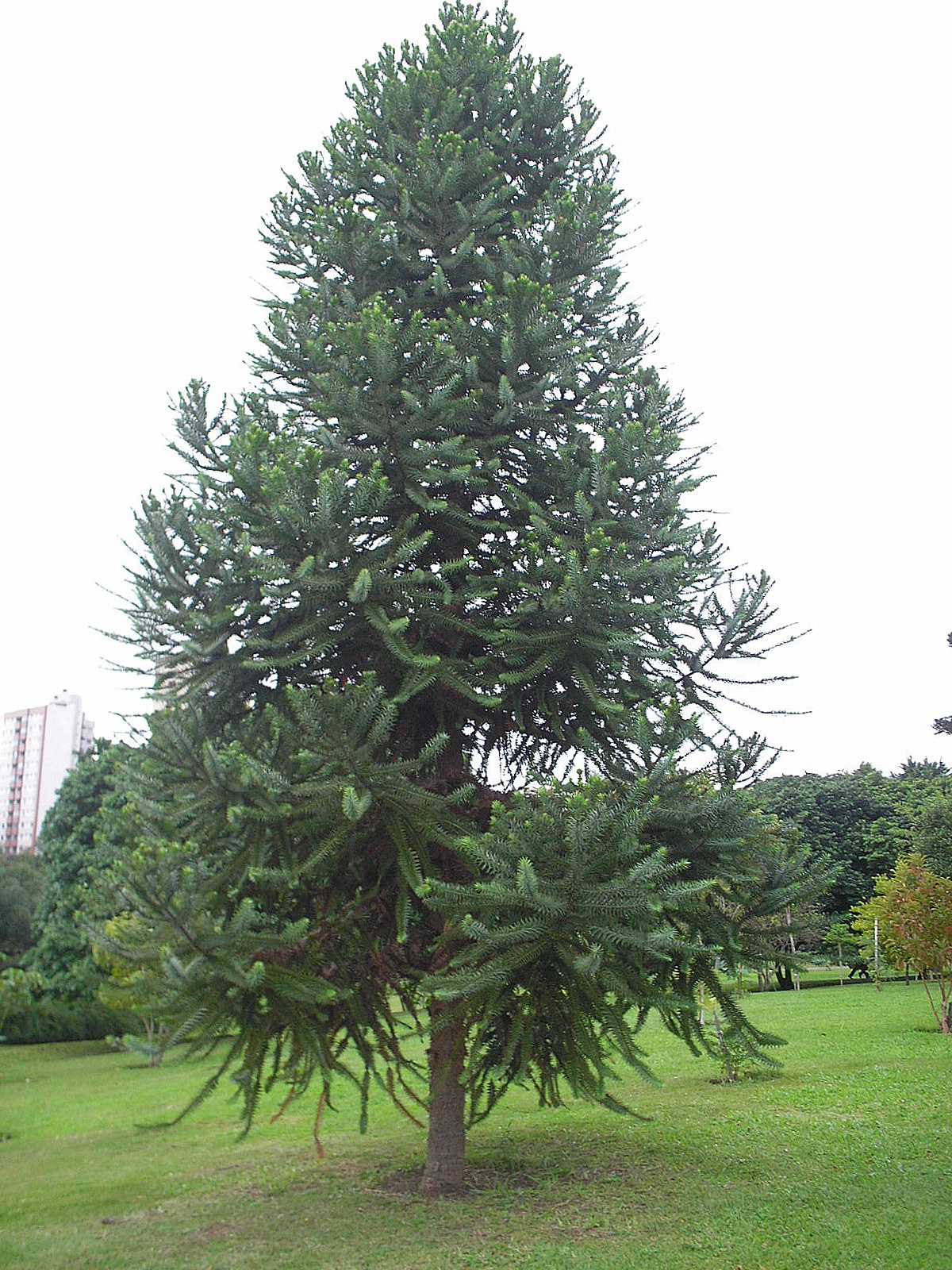
Молодая араукария

Ископаемые остатки араукарии бразильской появляются в юрских отложениях возрастом около 200 млн лет на северо-востоке Бразилии.
В XIX веке основной ареал араукарии находился в бразильских штатах Парана, Санта-Катарина и Риу-Гранди-ду-Сул. Кроме этого, встречается на юге штатов Минас-Жерайс и Рио-де-Жанейро, юго-востоке штата Сан-Паулу, а также в северо-восточных аргентинских провинциях Мисьонес и Корриентес и юго-восточном парагвайском департаменте Альто-Парана.
Растёт на холмах и низких горах, на высотах от 500 до 2300 м, никогда не опускаясь до уровня моря. Образует самый верхний уровень во влажных субтропических араукариевых лесах.
В самом тёплом месяце феврале температура колеблется в районе 17—22 °C, в самом холодном июле — около 8—12 °C. Изредка может опускаться ниже 0 °C. Среднегодовая норма осадков составляет 1500—2000 мм.
За период с 1900 по 1982 год площадь произрастания араукарии бразильской уменьшилась с 20 млн га до чуть более чем 500 тыс. га, то есть сведение лесов составило 97 % за три поколения. Сейчас вырубка араукарии полностью запрещена и производятся её посадки. Есть свидетельства, что предпринятые меры по крайней мере стабилизировали ситуацию. Наибольшие нетронутые участки сейчас находятся в муниципалитетах Женерал-Карнейру и Битуруна штата Парана.

## Ботаническое описание

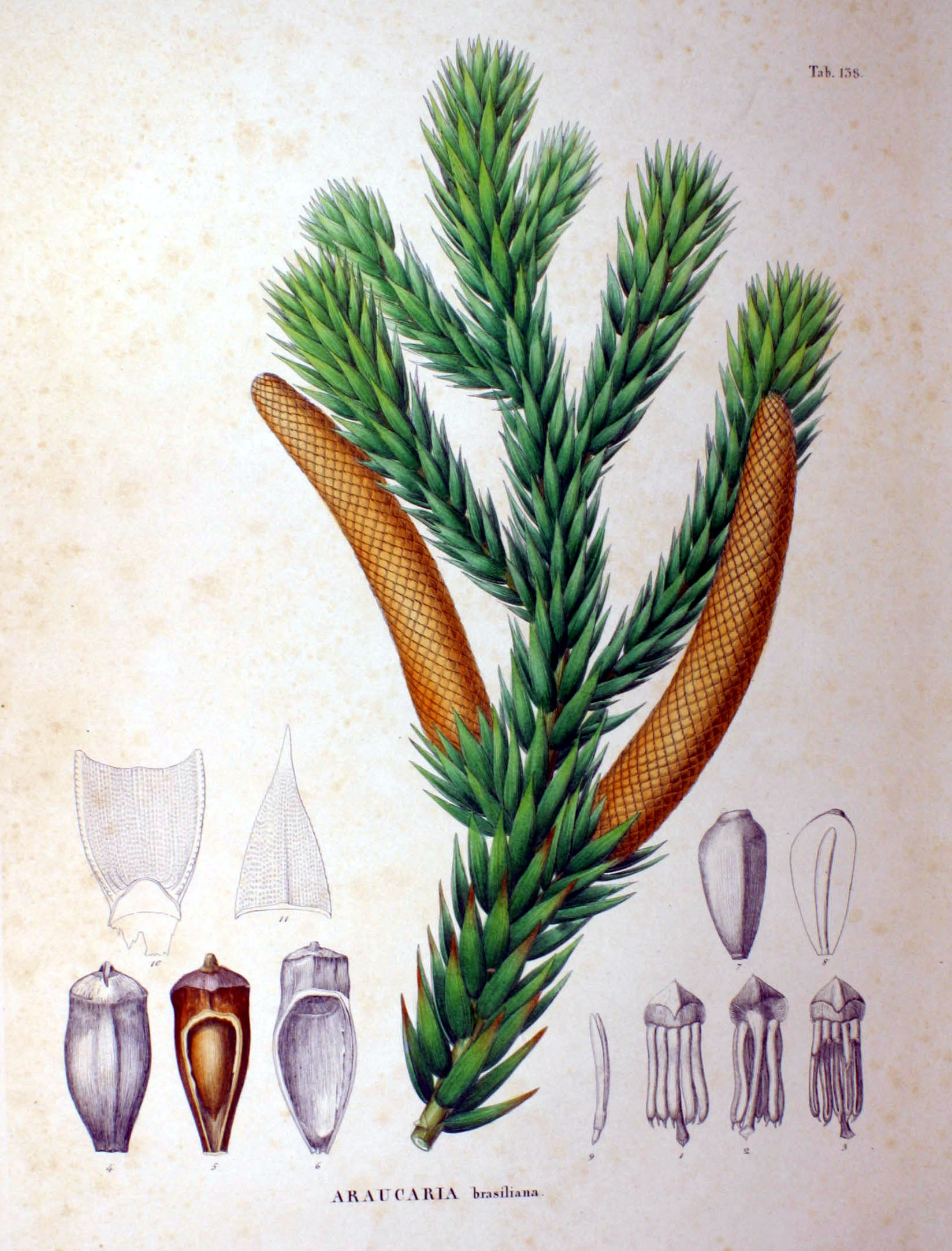
Araucaria angustifolia. Ботаническая иллюстрация из Siebold/Zuccarini, Flora Japonica, 1870

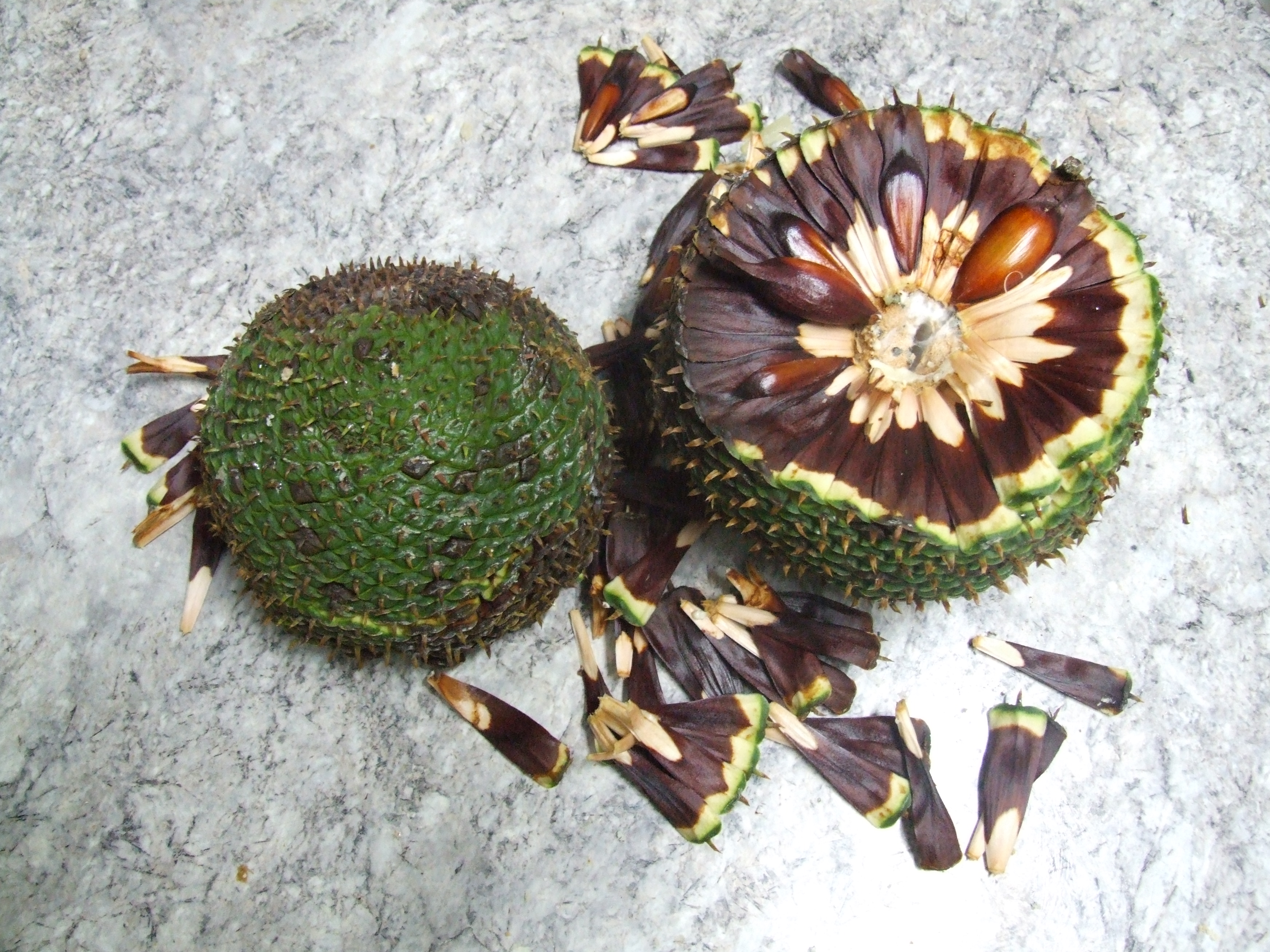
Шишки и семена араукарии бразильской

Деревья 25—35 метров высотой (есть свидетельства о существовавших ранее экземплярах до 52 метров). Ствол прямой, толщиной до 2,5 метров. Кора смолистая, мелкочешуйчатая, покрытая горизонтальными бороздками. Ветви горизонтальные. С возрастом нижние ветви опадают, и крона приобретает уплощённую сверху форму, напоминающую зонтик. Побеги собраны в характерного вида мутовки, по 4—8 штук в каждой. Листья ланцетовидные, остроконечные, толстые матовые тёмно-зелёные, 3—6 см в длину и до 6 мм в ширину. Обычно организованы в пары, но на концах ветвей часто образуют пучки. На фертильных побегах существенно меньше, расположены спирально и гораздо чаще.
Растение двудомно. Мужские шишки (микростробилы) вытянутые, 10—18 см в длину и 1,2—2,5 см в толщину, с расположенными внахлёст чешуями. Женские шишки шарообразные, диаметром около 20 см, коричневые, весом около килограмма. Созревают за 2—3 года. Содержат около 120 светло-коричневых семян с узкими крылышками, каждое около 5 см в длину и 1-2 см в ширину.

## Классификация
Араукария бразильская относится к секции Араукария (Araucaria) рода Араукария (Araucaria) семейства Араукариевые (Araucariaceae). Таким образом, ближайшим её родственником является Араукария чилийская (Araucaria araucana), встречающаяся на склонах центральных Анд. Остальные виды рода встречаются на другой стороне Тихого океана, в Австралии и Океании.

## Применение

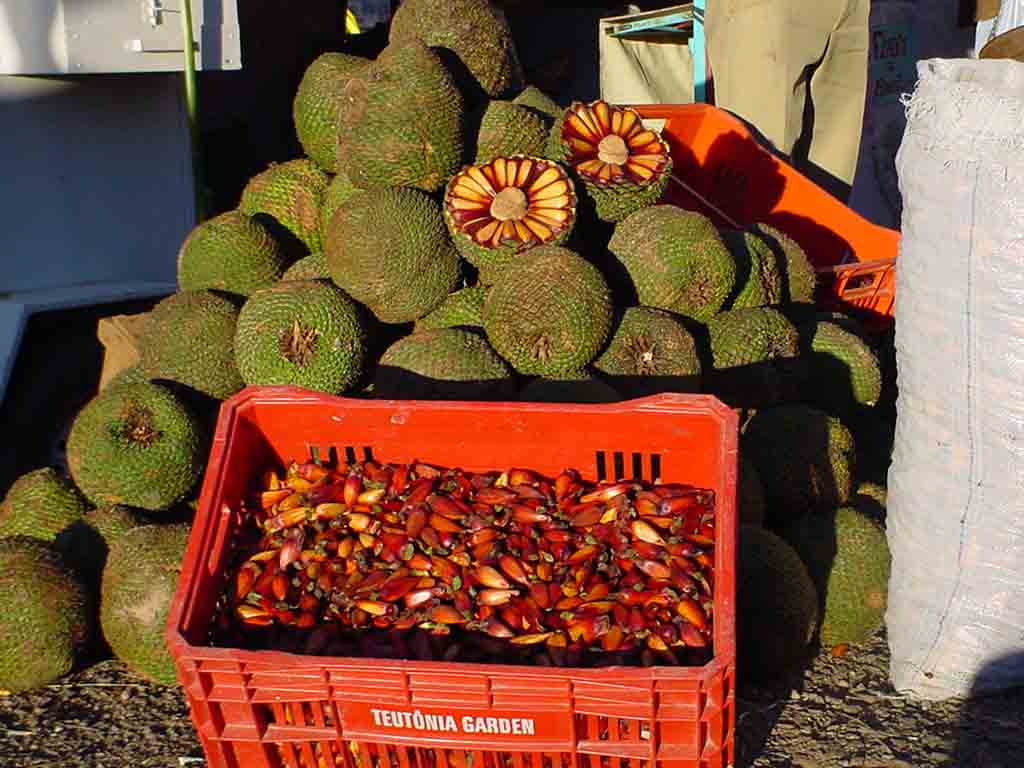
Шишки и семена араукарии на рынке

Семена араукарии являлись важным продуктом питания для индейцев в доколумбовы времена. Практически сразу после прибытия европейцев начались вырубки араукариевых лесов на нужды строительства и кораблестроения. Особого размаха они достигли с появлением железных дорог в начале XX века. Сейчас плантации араукарии встречаются не только в Бразилии, но и других субтропических странах всего мира.

## Араукария в культуре
Индейское название араукарии дало имя одному из крупнейших городов Бразилии Куритибе. Она является символом штата Парана, а также появляется на гербах многих бразильских городов, например Араукария и Понта-Гросса.